# Baszta Prochowa w Lewoczy

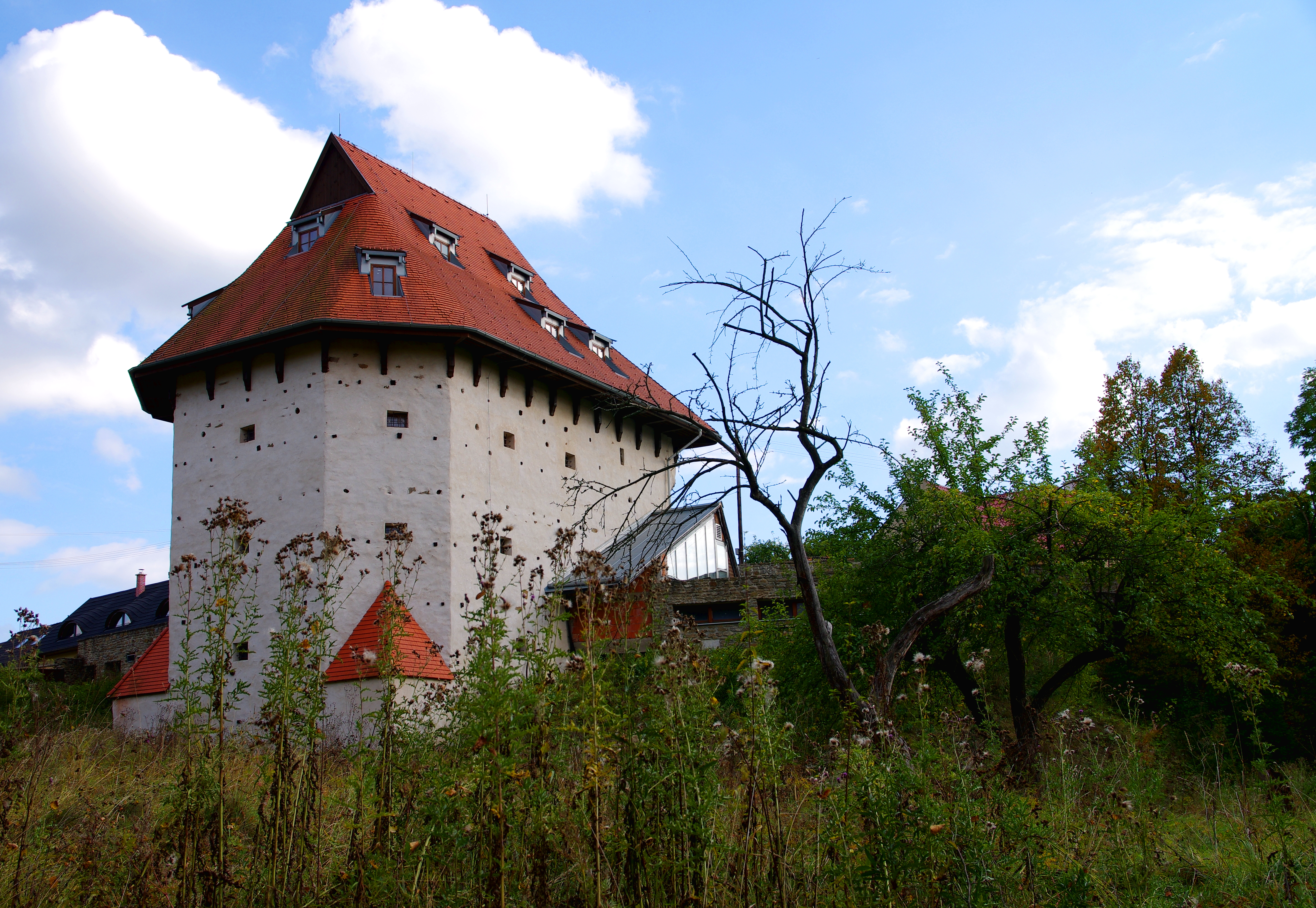
Baszta Prochowa - stan aktualny

Baszta Prochowa w Lewoczy (słow. Severozápadná bašta lub Pracháreň) – jedna z sześciu zachowanych do naszych czasów baszt w systemie średniowiecznych murów obronnych w Lewoczy na Słowacji. Największa z istniejących kiedykolwiek baszt lewockich.
Znajduje się w północno-zachodniej części dawnych murów miejskich Lewoczy, przy dzisiejszej ul. Baštovéj. Zwrócona była w kierunku dawnej drogi, biegnącej w stronę Kieżmarku i dalej do Polski. W przeszłości funkcjonowała pod nazwą Gross Sharfeck (Wielki Ostróg), Duplicata (Baszta Podwójna), Tuchmacher Turm (Wieża Sukienników) lub Pferde Mühle (Koński Młyn).
Gotycka, pochodzi z I poł. XV w.: wzniesiono ją prawdopodobnie w latach 1436–1437, dobudowując ją od zewnątrz do starszego, XIII-wiecznego miejskiego muru obronnego. Wystawała na zewnątrz linii muru obronnego, przecinając fosę oraz zewnętrzny mur parkanowy. Murowana z kamienia (z późniejszymi uzupełnieniami ceglanymi) na rzucie prostokąta o bokach ok. 16 m x 10,5 m, ze ściętymi zewnętrznymi narożnikami podpartymi niskimi szkarpami, obecnie potynkowana. Trójkondygnacyjna, o dyspozycji jednoprzestrzennej, poszczególne kondygnacje nakryte drewnianymi stropami wspartymi na grubych drewnianych tramach, podpartych w piwnicy i na parterze czterema słupami. Nakryta stromym dachem dwuspadowym z wysokimi przyczółkami w szczytach, pierwotnie krytym zapewne gontem, obecnie dachówką. Grubość murów w dolnej kondygnacji sięga 1,5 do 2,5 m. W latach 1599–1616 wstawiono do niej młyn napędzany kieratem końskim (koński młyn). Po utracie znaczenia obronnego pełniła funkcję zbrojowni i magazynu prochu. Następnie była w gestii cechów sukienników, cynowników, garbarzy, iglarzy, piernikarzy, introligatorów i malarzy. Pierwotne strzelnice poszerzono z czasem do postaci niewielkich okien. Przebudowana w latach 1852–1853, następnie w latach 70. XX w.
Po pożarze w 1984 r., w którym znacznie ucierpiał dach i drewniane stropy, szybko popadała w ruinę. Wykupiona przez prywatnych inwestorów, została w latach 2007–2014 poddana gruntownej renowacji i przebudowie wnętrz. Obecnie mieści restaurację, winiarnię i niewielki hotel. Wyróżniona słowacką nagrodą „Fénix” jako zabytek roku 2014.